# ピリ王朝
ピリ王朝 ( Pili dynasty, Pili line; ハワイ語: Hale o Pili) またはピリ王家（House of Pili）は古代ハワイの王家。パアオがハワイの宗教をもたらした時に、ハワイ島南部でウル王朝の悪王カパワを民衆と一緒に倒し、自身は王（アリイ）になるのを断りタヒチ島方面から由緒正しいピリカアイエアを招聘した。この王家が始まった時期ははっきりしないが、 その後22代の王が続いて、ハワイ島を統治した。
ピリの両親の名はKukamolimaulialohaとLaʻau。神話ではピリは空の神Wākeaの子孫とされている。彼は姉妹であるヒナ（Hina）と結婚し、子孫であるクコホウに王位を継承した。
カメハメハ大王はこの系統の最後の王とされているが異論もあり、通常はカメハメハ家（House of Kamehameha）の創始者と記述される。

## 歴代の統治者
- ピリカアイエア
- クコホウ
- カニウフ
- カニパフ
  - カマイオレ(王位簒奪)
- カラパナ
- カハイモエレア
- カラウヌイオフア
- クアイワ
- カホウカプ
- カウホラヌイマフ
- キハヌイルルモク
- リロア（英語版）
- ハーカウ
- ウミ・ア・リロア
- ケアリイオカリア
- ケアウェヌイアウミ
- カイキラニ
- ケアーケアラニ・カーネ（英語版）
- ケアカマハナ
- ケアケアラニワヒネ